# Свечин, Николай Викторович
Николай Викторович Свечин (настоящая фамилия — Инкин; 2 февраля 1959, Горький) — русский писатель, краевед. Почётный гражданин Нижнего Новгорода (2023).

## Биография
Николай Викторович Инкин родился в городе Горьком в семье заводских инженеров. Окончил экономический факультет Горьковского государственного университета. С 1981 года работал сначала нормировщиком на заводе, потом инструктором горисполкома. С 1991 года ушёл в бизнес. Первую свою повесть «Завещание Аввакума» написал в 2001 году. Первая книга, объединившая две повести («Завещание Аввакума» и «Охота на царя»), вышла в Нижнем Новгороде в 2005 году. К 2012 году в нескольких изданиях вышли три повести и сборник рассказов, тиражом более 36 тыс. экземпляров.
Женат, жена — Татьяна, детский психолог. Два сына — Алексей и Александр.
В 2021 году Николай Инкин стал лауреатом премии в области литературы  «Русский детектив» сразу в двух номинациях: роман «Взаперти» (2021) назван лучшим в номинации «Детектив года», а сам Инкин признан «Автором года» с произведением «Кубанский огонь» (2020).

## Произведения
В скобках даны годы, в которые разворачивается действие, а также основное место действия
Произведения про Алексея Лыкова
- 2005 — «Завещание Аввакума» (1879, Нижний Новгород)
- 2005 — «Охота на царя» (1880, Нижний Новгород)
- 2008 — «Между Амуром и Невой» (1883, в следующих изданиях — «„Демон“ преступного мира» и «Роковые числа»)
- 2010 — «Хроники сыска» (сборник из семи рассказов: «Вохра», «Злые люди», «Дело молитовских отравителей», «Случай в Окском батальоне», «Смерть провизора», «Убийство в губернской гимназии», «Чиргуши» (Нижний Новгород, Нижегородская губерния), 1876—1881)
- 2012 — «Нежный Нижний: Десять прогулок по русскому городу» (альбом, один из авторов текста)
- 2012 — «Выстрел на Большой Морской» (1883, Санкт-Петербург, Москва)
- 2012 — «Пуля с Кавказа» (1885, Дагестан)
- 2013 — «Дело Варнавинского маньяка» (1886, Костромская губерния)
- 2013 — «Варшавские тайны» (1887, Варшава)
- 2014 — «Мёртвый остров» (1889, Сахалин)
- 2014 — «Убийство церемониймейстера» (1892, Санкт-Петербург)
- 2014 — «Московский апокалипсис» (1812, Москва)
- 2015 — «Туркестан» (1894, Ташкент)
- 2015 — «Удар в сердце» (сборник: «Удар в сердце», «Шёл по улице малютка», «Дело безносого», «О. Б. П.», «Варешкин», «Шведская куртка» (Москва, Санкт-Петербург, Нижний Новгород), 1877—1916)
- 2016 — «Ночные всадники» (сборник, повести «Последняя выставка» (Нижний Новгород) и «Ночные всадники» (Владимирская губерния), 1896; повесть и сборник издавались также под названием «Тёмные всадники»)
- 2016 — «Дознание в Риге» (1898, Рига)
- 2016 — «Касьянов год» (1900, Киев)
- 2017 — «Лучи смерти» (1903, Санкт-Петербург)
- 2017 — «Тифлис 1904» (1904, Тифлис)
- 2017 — «Банда Кольки-куна» (1905, Санкт-Петербург, Кронштадт, Москва)
- 2018 — «По остывшим следам» (1906, Казань)
- 2018 — «Фартовый город» (1907, Ростов-на-Дону)
- 2018 — «Узел» (1907, Москва)
- 2019 — «Случай в Семипалатинске» (1907, Семипалатинск, Джаркент)
- 2019 — «Одесский листок сообщает» (1909, Одесса)
- 2019 — «Столица беглых» (1909, Иркутск)
- 2020 — «Восьмое делопроизводство» (1910, Санкт-Петербург)
- 2020 — «Кубанский огонь» (1911, Екатеринодар)
- 2021 — «Взаперти» (1911, Санкт-Петербург)
- 2021 — «Паутина» (1912, Санкт-Петербург, Персия)
- 2022 — «На краю» (1912-1913, Владивосток)
- 2022 — «В отсутствие начальства» (1913, Смоленск)
- 2022 — «Как Лыков не стал генералом» (1888, 1913, Санкт-Петербург)
- 2023 — «Уральское эхо» (1913, Екатеринбург)
- 2023 — «Дела минувшие» (сборник, новеллы/повести «В чеченских горах» (1878, Кавказ), «Долг чести» (1880-1881, Нижний Новгород), «Демон» (1882, Псков), «Дело о мнимых утопленниках» (1884, Санкт-Петербург), «Привычка убивать» (1889, Владивосток))
- 2024 — «Ледяной ветер Суоми» (1913, Финляндия)
- 2024 — «Месть - блюдо горячее» (1914, Рязань, Саратов, Белград)
- 2025 — «Адский прииск» (1914, Колыма, Якутск)
- 2025 — «Секретные люди»

Произведения про Юрия Бурлака
- 2024 — «Пуля времени» (1912, Москва)
- 2024 — «Подельник века» (1912, Москва)

Все книги построены на аккуратно подобранных и тщательно изученных исторических и краеведческих материалах и помимо собственно детективной фабулы содержат колоссальный массив сведений о повседневной жизни России той эпохи.

### Алексей Лыков
Главным героем всех произведений, действие которых разворачивается в конце XIX — начале XX веков, выступает сыщик Алексей Лыков.
Алексей Николаевич Лыков родился 16 августа 1857 года в Нижнем Новгороде. Потомственный дворянин во втором поколении; его отец, офицер Николай Викулович Лыков, происходивший из нижегородских мещан, в 1863 году командовал ротой во время подавления Польского восстания и был награждён орденом Св. Владимира IV степени с мечами и бантом, дававшим потомственное дворянство награждённому и всем его детям. После окончания гимназии поступил в армию вольноопределяющимся; во время Балканской войны 1877 — 1878 годов служил в пластунской команде (разведке) 161-го пехотного Александропольского полка на Кавказе, награждён Знаком отличия Военного ордена (Георгиевским крестом) 4-й степени (наличие этой награды, очень почётной и весьма уважаемой в армии, а позднее — ещё и «боевого» ордена св. Анны 2-й степени с мечами, полученного за участие в совместной с Военным министерством секретной операции в Дагестане, впоследствии сильно упрощало статскому чиновнику Лыкову общение с военными чинами). В статскую службу вступил в марте 1879 года помощником квартального надзирателя 8-го квартала Макарьевской полицейской части Нижнего Новгорода в чине коллежского регистратора. В августе 1881 года вслед за своим учителем Павлом Афанасьевичем Благово (ум. в 1889), бывшим начальником Нижегородской сыскной полиции, был переведён в Петербург; служил в Охранном отделении — сотрудником внешнего наблюдения в Европе, помощником начальника и начальником Летучего отряда МВД (в его задачу входило, прежде всего, обеспечение охраны важных мероприятий, в том числе иногда — ближней охраны императора, сопровождение ценных грузов, конвоирование особо опасных преступников и проведение сложных силовых задержаний), начальником Особенной части Департамента полиции (специального подразделения, расследовавшего преступления, связанные с «высшим светом» — императорским и великокняжескими дворами, Государственным Советом, Сенатом, министерствами и т.д.). В 1883 году окончил экстерном юридический факультет Императорского Петербургского университета. К середине 1910-х годов — «чиновник особых поручений при Министре внутренних дел в пятом классе сверх штата, причисленный к Департаменту полиции», статский советник. Как выразился один из его подопечных: «Дежурный волкодав Департамента полиции. Сыщик для самых важных дел. Разъезжаете по стране со своим греком как пожарная команда…». Очень силён физически, великолепно тренирован, превосходный стрелок, практически непобедим в рукопашном бою. Лично ликвидировал, бывало, что и голыми руками, несколько десятков кровавых убийц, «оказавших сопротивление при аресте»: «Он часто решал судьбы злодеев, не ставя в известность руководство. Жить или не жить нелюдю? Мнение директора департамента или министра сыщика не интересовало». Обладает феноменальной памятью, помнит детали сотен особо опасных преступлений со всей империи, приметы и повадки их фигурантов («…Я в Департаменте полиции участвую в составлении ежегодных списков лиц, подлежащих розыску. Память у меня хорошая, я помню, вероятно, около тысячи главных героев этих списков»). На протяжении всего цикла упорно учится, совершенствует сыскные навыки и умения. Рассчитывает не столько на интеллектуальные озарения, сколько на свой огромный опыт, виртуозную технику допроса, аккуратную работу с осведомителями в преступной среде и собственную память, часто позволяющую сложить в единую картину фрагменты, казалось бы, никак не связанных друг с другом уголовных дел. Прославился тем, что на Высочайшей аудиенции затруднился с ответом на вопрос императора Николая II о числе своих ранений — не то одиннадцать, не то двенадцать, сам сбился со счёта…
Основными участниками приключений Алексея Лыкова на протяжении всего цикла, помимо его любимого учителя Павла Благово, а затем любимых учеников — сначала Юрия Валевачёва, потом Сергея Азвестопуло, выступают его ближайшие друзья — барон Виктор Рейнгольдович фон Таубе, сотрудник военной разведки, впоследствии, после тяжёлого ранения — преподаватель Николаевской академии Генерального штаба, генерал-майор, и Яан Францевич Титус, сменивший Благово в должности начальника Нижегородской сыскной полиции, а затем вышедший в отставку и ставший управляющим огромным лесным имением «Нефедьевка» в Костромской губернии, унаследованным сыновьями Лыкова от своего деда по матери, богатейшего помещика. Кроме того, в действие романов и повестей введены исторические персонажи — реальные подданные Российской империи тех лет. Помимо императоров, министров, губернаторов и иных публичных фигур в романах в качестве действующих лиц второго-третьего плана или эпизодических персонажей фигурируют такие известные в отечественной истории личности, как, например, Илья Николаевич Ульянов и его сын Володя, «подающий большие надежды», легендарный журналист Владимир Гиляровский, штабс-капитан, будущий генерал и «бог артиллерии» Али-Ага Шихлинский, капитан второго ранга, будущий адмирал и «верховный правитель России» Александр Колчак, знаменитый психиатр Пётр Кащенко, юные нижегородцы Алёша Пешков, Енох Ягода и многие другие.

## Статьи
Журнал «Большой город» (Нижний Новгород):
- «Гость из будущего» — № 6 (185), 2007
- «Хладнокровное убийство. Кровавые самосуды как русская традиция» — № 13 (195), 2007
- «География зла» — № 16 (189), 2007